# Municipio de Aurora (Dakota del Norte)
El municipio de Aurora (en inglés: Aurora Township) es un municipio ubicado en el condado de Benson en el estado estadounidense de Dakota del Norte. En el año 2010 tenía una población de 32 habitantes y una densidad poblacional de 0,34 personas por km².

## Geografía
El municipio de Aurora se encuentra ubicado en las coordenadas 47°59′4″N 99°21′27″O / 47.98444, -99.35750. Según la Oficina del Censo de los Estados Unidos, el municipio tiene una superficie total de 93.31 km², de la cual 92,73 km² corresponden a tierra firme y (0,62 %) 0,58 km² es agua.

## Demografía
Según el censo de 2010, había 32 personas residiendo en el municipio de Aurora. La densidad de población era de 0,34 hab./km². De los 32 habitantes, el municipio de Aurora estaba compuesto por el 100 % blancos. Del total de la población el 0 % eran hispanos o latinos de cualquier raza.